# Игор Шалимов
Игор Михајлович Шалимов (рус. Игорь Михайлович Шалимов; 2. фебруар 1969, Москва) бивши је руски фудбалер, након завршетка играчке каријере ради као фудбалски тренер.

## Каријера

### Играч
Фудбалску каријеру је започео у московском Спартаку. После неколико успешних сезона у Спартаку из Москве, прешао је у италијанску Фођу. Привукао је пажњу челника Интера из Милана и прешао у његове редове 1992. године. Такође је играо у италијанској Серији А за Болоњу, Удинезе и Наполи, као и за МСВ Дуизбург у Немачкој и Лугано у Швајцарској.
Био је члан тима СССР-а који је учествовао на Светском првенству 1990. године. Након распада Совјетског Савеза, представљао је уједињену репрезентацију Заједнице независних држава на Европском првенству 1992. које је одржано у Шведској. Био је један од бројних кључних играча који су одбили да играју за тадашњег селектора Павела Садирина на ФИФА Светском купу 1994. године. Две године касније, постао је члан руске репрезентације која је играла на Европском првенству које се одржало у Енглеској.
Играчку каријеру је завршио у Наполију након што је добио две године забране играња јер је после тестирања био позитиван на нандролон, забрањену стероидну супстанцу. Касније је тврдио да му је дат анаболик који садржи нандролон, док је био хоспитализован у Москви, како би зауставио унутрашње крварење.

### Тренер
Постављен је за селектора женске фудбалске репрезентације Русије 2008. године, након тога је током 2011. године промовисан у заменика спортског директора за националне тимове и селекције у Фудбалском савезу Русије.
Био је неколико година тренер у Краснодару, разрешен је са тог места 2. априла 2018. године.
Дана 5. јуна 2018. године потписао је двогодишњи уговор са Химкијем. Напустио је Химки 2. априла 2019, када је тим био 14. на табели и 3 бода од зоне испадања.
Дана 30. септембра 2019, ангажовао га је руски клуб Ахмат Грозни који наступа у Премијер лиги Русије.

## Статистике каријере

### Клуб
| Клуб           | Сезона  | Лига                 | Лига    | Лига   |
| Клуб           | Сезона  | Првенство            | Наступи | Голови |
| -------------- | ------- | -------------------- | ------- | ------ |
| Спартак Москва | 1986    | Првенство СССР       | 5       | 1      |
| Спартак Москва | 1987    | Првенство СССР       | 0       | 0      |
| Спартак Москва | 1988    | Првенство СССР       | 25      | 8      |
| Спартак Москва | 1989    | Првенство СССР       | 20      | 1      |
| Спартак Москва | 1990    | Првенство СССР       | 23      | 5      |
| Спартак Москва | 1991    | Првенство СССР       | 22      | 5      |
| Фођа           | 1991–92 | Серија А             | 33      | 9      |
| Интер Милано   | 1992–93 | Серија А             | 32      | 9      |
| Интер Милано   | 1993–94 | Серија А             | 18      | 2      |
| МСВ Дуизбург   | 1994–95 | Бундеслига           | 21      | 0      |
| Лугано         | 1995–96 | Суперлига Швајцарске | 12      | 4      |
| Удинезе        | 1995–96 | Серија А             | 20      | 0      |
| Болоња         | 1996–97 | Серија А             | 18      | 4      |
| Болоња         | 1997–98 | Серија А             | 15      | 1      |
| Наполи         | 1998–99 | Серија Б             | 19      | 2      |

### Голови за репрезентацију
Совјетски Савез
| #  | Датум               | Место         | Противник         | Гол | Резултат | Такмичење                                 |
| -- | ------------------- | ------------- | ----------------- | --- | -------- | ----------------------------------------- |
| 1. | 23. новембар 1990.  | Порт ов Спејн | Тринидад и Тобаго | 1–0 | 2–0      | Пријатељска                               |
| 2. | 25. септембар 1991. | Москва        | Мађарска          | 1–1 | 2–2      | Квалификације за Европско првенство 1992. |

Русија
| #  | Датум              | Место      | Противник     | Гол | Резултат | Такмичење                                  |
| -- | ------------------ | ---------- | ------------- | --- | -------- | ------------------------------------------ |
| 1. | 14. април 1993.    | Луксембург | Луксембург    | 3–0 | 4–0      | Квалификације за Светско првенство у 1994. |
| 2. | 7. јун 1995.       | Серавале   | Сан Марино    | 4–0 | 7–0      | Квалификације за Европско првенство 1996.  |
| 3. | 6. септембар 1995. | Тофтир     | Фарска Острва | 5–2 | 5–2      | Квалификације за Европско првенство 1996.  |

## Успеси

### Клуб
Спартак Москва
- Првенство СССР: 1989.

Интер
- Куп УЕФА: 1993/94.

### Репрезентација
СССР до 21
- Европско првенство до 21 године: 1990.